# Der schwarze Pirat (Spiel)
Der schwarze Pirat ist ein Familienspiel von Spieleautor Guido Hoffmann. Das Spiel für zwei bis vier Spieler ab fünf Jahren dauert etwa 15–20 Minuten und ist im Jahr 2006 bei HABA erschienen.
Es gewann den Kritikerpreis Kinderspiel des Jahres 2006.

## Thema und Ausstattung
Der Inhalt der Spieleschachtel besteht neben der Spielanleitung aus:
- einem vierteiligen zusammensetzbaren Spielbrett
- 5 farbigen Holzschiffchen mit Stoffsegeln
- zwei Spezialwürfeln
- 36 Goldstücke in Form von Holzplättchen
- einem Blasebalg als Windmacher
- vier Schatzsäckchen aus Stoff

Die Spieler steuern Schiffe in einer Inselwelt, laufen Häfen an und bergen Schätze. Jeder Spieler kann sich in jedem Zug nach einem Würfelwurf entscheiden, ob er das eigene Segelschiff steuern will oder das schwarze Piratenschiff, mit dem er andere Schiffe überfallen kann. 

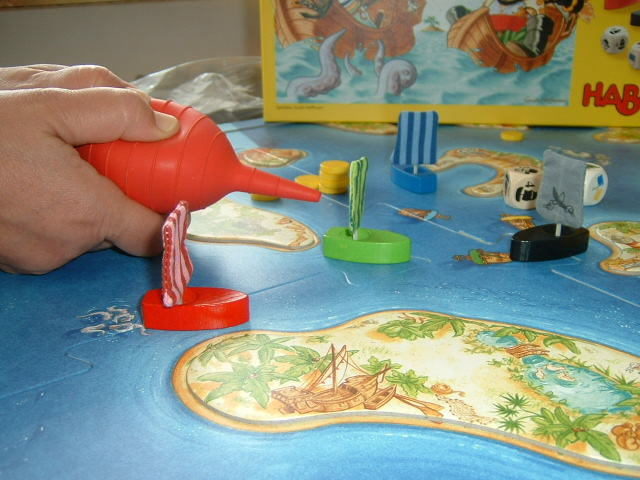
Bewegung der Schiffe

Durch die mittels des kleinen Blasebalgs erzeugte Luftbewegung werden die Schiffe in die Häfen bugsiert und nehmen die dort befindlichen Schätze in Form der Holzplättchen auf, die in die Schatzsäckchen gesteckt werden, so dass niemand weiß, wer denn nun der reichste Pirat ist. Beim Bewegen des Piratenschiffs versucht man, ein fremdes Schiff anzustoßen. Damit kann man es entern und um höchstens 3 Goldstücke berauben. Allerdings hat der Kapitän noch die Möglichkeit, den Raub durch eine Abwehr (er nimmt drei Goldstücke in zwei Hände, wobei ihm freigestellt ist, wie viele sich in jeder Hand befinden, und lässt den Piraten eine Hand auswählen) in Grenzen zu halten. 
Die Inselwelt wird auf einem etwa 50 × 50 cm großen Spielfeld dargestellt, wobei die Inseln gegenüber dem Meer und den Häfen durch eine doppelte Pappschicht erhöht sind. Die Schiffe sind aus Holz mit kleinen Stoffsegeln und werden durch einen Blasebalg angetrieben. Fällt ein Schiff um, wird es wieder auf den Ausgangspunkt platziert.

## Gewinn
Sind alle vorher durch Würfelwürfe verteilten Goldstücke eingesammelt, werden die Säckchen geleert und es gewinnt der Besitzer der meisten Goldstücke. Ein Gleichstand ist möglich. 
Das Spiel ist eine stark veränderte Variante des Spieles Akaba (Deutscher Spiele Preis 2005 in der Kategorie Kinderspiele) vom selben Autor. Es fördert die Auge-Hand-Koordination und bedarf einiger Geschicklichkeit beim Anblasen der Schiffe.

## Belege
1. ↑  Der schwarze Pirat auf der Website des Spiel des Jahres e.V.; abgerufen am 26. September 2021